# Пиччолини, Кристиан
Кристиан Марко Пиччолини - американский писатель и оратор, соучредитель некоммерческой организации по защите мира под названием «Жизнь после ненависти». В 2015 году опубликовал мемуары «Романтическое насилие: мемуары американского скинхеда», в которых подробно рассказывается о периоде его жизни, когда он выступал в качестве лидера движения белого расизма в США. В 2017 году в мягкой обложке была опубликована обновленная версия истории под названием «Белая американская молодежь: мой спуск в самое жестокое движение ненависти в Америке - и как я из него вышел».
В ноябре 2017 года выступил со своей историей на площадке TED .